# 命名规则
命名规则是有關名稱選定（命名）的習慣性規則。命名規則的目的可能有以下的幾種：
- 方便根據規則，由名稱中找到必要的訊息。例如曼哈頓的街道是用數字編號，東西向的稱為Streets，南北向的稱為Avenues。
- 用命名可以看出彼此之間的關係，例如大部份人名的命名规则。
- 確保在同一範圍內，名稱沒有重覆。

## 常見的命名規則
仔細選擇的命名规则有助於使用者對架構的瞭解。許多領域有命名规则，以下是一些命名规则：
- 天體命名中的行星體系命名法。
- 古典學中的古罗马人命名习俗。
- 程序设计中的命名规则。
- 计算机网络中的命名方案（naming scheme）。
- 人類的人名。
- 工業界的產品命名規則（英语：product naming convention）。
- 科學中的系統標準名。

## 例子
以下是一些命名规则的例子：
- 小孩的姓名可能會依出生順序依英文字母順序排列。在一些亞洲地區，兄弟姊妹可能會有相同的中間名。在許多文化中，會用其父親或是祖父的名字來為兒子來命名[1]。其他文化中的姓名可能會包括所居住的地區[2]。古羅馬人名則會表示社會地位。
- 資料庫結構、程式名稱用語及本體的開發者會有一個共通的命名規則，以在其代表性製品中為代表性實體命名。也就是用监管机构或政策提供者（如ISO或是OBO Foundry）所列出的命名规则。

## 外部連結
- American Name Society（页面存档备份，存于） Promote onomastics, the study of names and naming practices, both in the United States and abroad.
- Namingschemes.com（页面存档备份，存于） A wiki dedicated to the education and sharing of naming schemes.
- Ontology Naming Conventions（页面存档备份，存于） The application of unified labeling or naming conventions in terminology and ontology engineering will help to harmonize the appearance and increase the robustness of symbolic representational units such as ontologic class and relation names within the orthogonal set of OBO Foundry ontologies. A full free access paper with the naming conventions is accessible online under http://www.biomedcentral.com/1471-2105/10/125（页面存档备份，存于）